# Шульце-Делич, Герман
Герман Шульце-Делич (нем. Hermann Schulze-Delitzsch, настоящее имя нем. Franz Hermann Schulze) (29 августа 1808, Делич — 29 апреля 1883, Потсдам) — немецкий экономист и политический деятель. Наряду с Фридрихом Вильгельмом Райффайзеном (1818—1888) и Вильгельмом Хаасом (1839—1913) вошёл в историю как один из отцов-основателей кооперации в Германии — новой формы хозяйственной деятельности.

## Биография
Герман Шульце-Делич был первым сыном бургомистра Делича Августа Вильгельма Шульце и получил, вероятно, домашнее начальное образование, посещая в 1821—1827 годах лейпцигскую школу св. Николая. По семейной традиции он изучал затем юриспруденцию в Лейпцигском университете, в 1829 году продолжив учёбу в Галле.

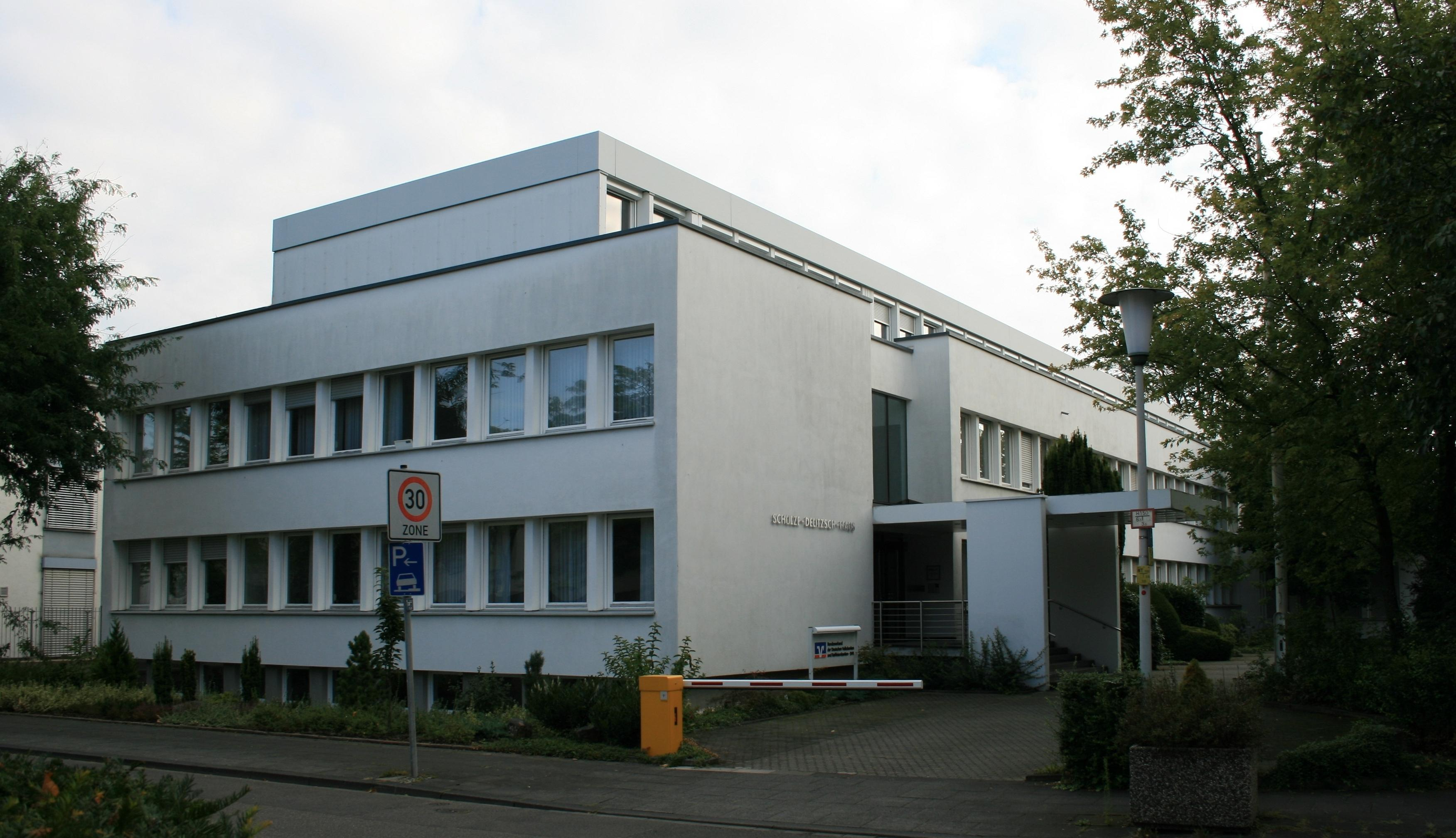
Дом Шульце-Делича в Бонне

Занимал разные судебные должности. В свободное время много ездил и ходил по Германии; плодом этих поездок явился сборник стихотворений «Wanderbuch». Революцию 1848 года Шульце приветствовал несколькими пламенными стихотворениями. В мае 1848 года он был выбран в прусское национальное собрание, где занял место в рядах левого центра. Особенное внимание обратил он на себя речью 12 октября 1848 года, в которой протестовал против включения в королевский титул слов «Божьей милостью». Он был председателем комиссии, избранной собранием для исследования причин бедности рабочего и ремесленного класса. В ноябре стоял за отказ от платежа налогов. В 1849 году был выбран во вторую палату прусского ландтага, вскоре распущенную. Так как следующие выборы происходили на основе нового избирательного закона (трехклассная система), то вся либеральная партия воздержалась от участия в них; Шульце-Делич был противником этого решения, но подчинился ему и до его отмены (после наступления «новой эры») не выступал на выборах. В 1850 году он в числе 42 депутатов прусского национального собрания был привлечен к суду (присяжных), формально — не за речь в национальном собрании об отказе от платежа податей, ибо тому препятствовала депутатская неприкосновенность, а за последовавшую за тем весьма слабую агитацию в пользу этой меры как за призыв к бунту. Защитная речь Шульце на суде была одной из причин оправдания всех подсудимых.
Отказавшись от судебной службы, Шульце вернулся в Делич и решился посвятить себя преимущественно делу кредитных товариществ, с которым более всего связано его имя и к которому он приступил впервые в 1849 году, когда он основал в Деличе первую кассу (ссудно-сберегательное товарищество) для ссуд на случай болезни и смерти. Первоначальный капитал состоял из пожертвованных сумм и первоначальных вкладов. Симпатии Шульце-Делича всего более принадлежали ремесленникам и мелкой буржуазии вообще, но своей пропагандой он стремился увлечь также рабочий класс, более обеспеченные слои которого действительно шли за ним. Шульце-Делич исходил из мысли, что рабочие и ремесленники могут помочь себе только сами, путём разумной экономии, бережливости и взаимопомощи; самые небогатые люди могут делать взносы в кассы, благодаря соединению которых могут составиться крупные капиталы, и эти капиталы могут явиться могущественной силой в руках тех групп населения, которые сплотятся в союзы и товарищества по его плану. Он был безусловный противник всякой денежной или иной подобной помощи рабочим и ремесленникам со стороны государства и желал только, чтобы государство создало условия, при которых ремесленники и рабочие могут сами бороться за свои интересы. В 1859 году состоялся в Веймаре первый съезд представителей основанных им или по его системе товариществ; здесь было основано центральное управление товариществами и во главе его в качестве «защитника» (Anwalt) поставлен и оставался до самой смерти Шульце-Делич. С тех пор он издавал «Jahresbericht der Vorschuss- und Kreditvereine». До съезда Шульце выпустил брошюру «Die arbeitenden Klassen und das Associationswesen in Deutschland als Programm zu einem Kongress» (1858). Успех его товариществ был настолько велик, что незадолго до его смерти их было в Германии 906, с 460 тыс. членов, с собственным основным капиталом в 118 млн марок, с оборотами в 1447 млн марок.

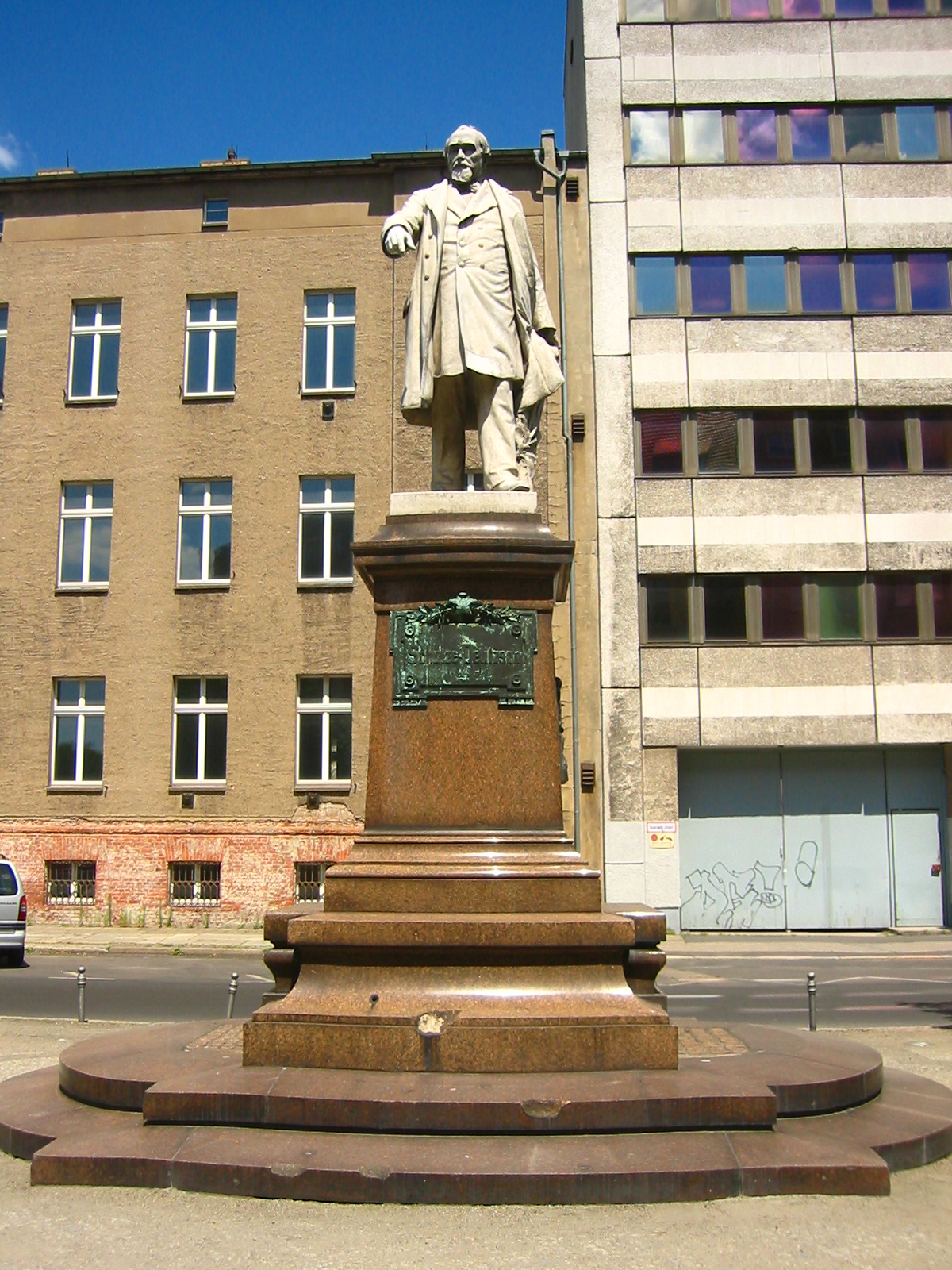
Памятник Шульце-Деличу в Берлине

В 1859 г. Шульце был одним из основателей политического «Nationalverein», имевшего целью борьбу «за объединение и свободное развитие общего немецкого отечества». В 1861 г. он был выбран в прусский ландтаг (и тогда же переселился в Потсдам); в 1867 г. выбран в учредительный, потом в северогерманский, в 1871 г. — в германский рейхстаг; членом ландтага он оставался до 1872 г., членом рейхстага — до смерти. В 1861 г. он был одним из основателей, затем — одним из энергичных и талантливых вождей прогрессистской партии, в эпоху конфликта (1862—66) был непримиримым врагом Бисмарка и правительства, а после побед 1866 г. боролся в ландтаге против индемнитета, в рейхстаге — против северно-германской конституции 1867 г., как недостаточно гарантирующей народные права. В 1863 г. ему был поднесен национальный подарок в 50000 талеров, который он употребил частью на покупку для себя небольшого дома в Потсдаме, а большею частью — на усиление фонда своих товариществ. Политическая агитация Лассаля и его план производительных ассоциаций с государственной помощью вызвали отпор со стороны Шульце как в литературе, так и на народных собраниях и на собраниях представителей его кредитных товариществ.
Был членом берлинской масонской ложи «К Сопротивлению», находившейся под эгидой Великой земельной ложи вольных каменщиков Германии.

## Память

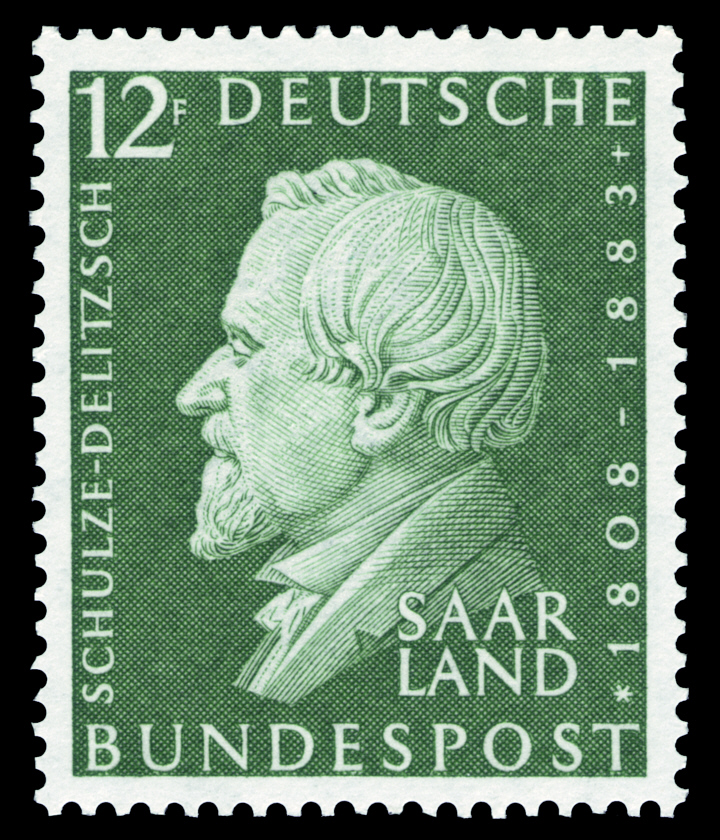
Памятная марка к 150-летию

В 1891 году в Деличе открыт памятник Шульце-Деличу (на торжестве открытия присутствовал и представитель социал-демократической партии); в 1899 г. ему поставлен памятник в Берлине.

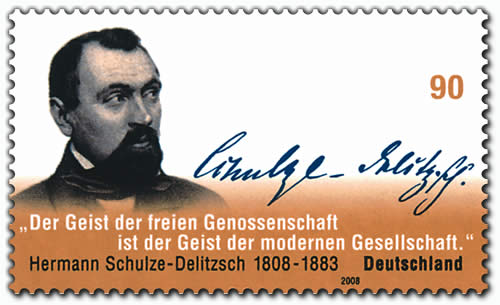
Памятная марка к 200-летию

Изображен на почтовой марке ФРГ 1958 года.
К 200-летию со дня рождения Германа Шульце-Делича, Германия, объявила 7 августа 2008 года о выпуске 90-центовой памятной марке.
В его честь, медалью Шульце-Делича, награждена Организация Райффайзен. Медаль одновременно не должна вручаться более чем 100 ныне живущим людям.

## Работы
Из многочисленных его речей, появившихся также в форме брошюр или книг, особенное значение имеет «Kapitel zu einem deutschen Arbeiterkatechismus» (1863). В этой книге, прямо направленной против Лассаля, Шульце выступает сторонником школы Сэя и Бастиа, сторонником учения о гармонии интересов труда и капитала. На конгрессе кредитных товариществ в 1863 г. во Франкфурте-на-Майне, на котором присутствовали как делегаты Евгений Рихтер и Август Бебель, учение Лассаля громадным большинством голосов было признано ошибочным и Шульце-Деличу выражено полное доверие. В 1864 г. появилась в свет книга Лассаля «Herr Bastiat-Schultze von Delitzsch» (вошла в 3-й т. Lassales, «Reden und Schriften», Б., 1893), в которой подвергнута суровой критике вся деятельность Шульце-Делича. Книга произвела сильное впечатление на рабочие круги, но не пошатнула положения Шульце-Делича в рядах его сторонников. После смерти Лассаля Шульце опубликовал своё возражение на его книгу, «Die Abschaffung des geschäftlichen Risikos durch Herrn Lassale» (Берл., 1866), вызвавшее остроумный ответ Швейцера: «Der tote Schulze gegen den lebenden Lassale».
Из многочисленных брошюр Шульце-Делича, кроме названных выше, выделяются ещё:
- «Associationsbuch für deutsche Handwerker und Arbeiter» (Лпц., 1853);
- «Vorschuss- und Kreditvereine als Volksbanken» (Лпц., 1855; 6-е изд., переработана последователем Шульце-Делича, Крюгером, Бреславль, 1897);
- «Chronik der Stadt Delitzsch bis zum Anfange des XVIII Jahrh.» (Делич, 1852);
- «Arbeit und Bildung» (Бр., 1861);
- «Die sociale Frage» (Б., 1869);
- «Anweisung für Vorschuss- und Kreditvereine» (Б., 1870);
- «Die Entwicklung der Genossenschaftswesens» (Бр., 1870);
- «Die Genossenschaften in einzelnen Gewerbszweigen» (Лпц., 1873).

Подробный перечень всего написанного Шульце-Деличем см. в статье о нём Шмидта в 6-м т. «Handwörterbuch der Staatswissenschaften» (2-е изд., Иена, 1901); там же перечень сочинений и статей о Шульце-Деличе. См. А. Bernstein, «Sch. D. Leben und Wirken» (2-е изд., Бр., 1879); L. Parisius, "Schulze D. und Alwin Sörgel (Бр., 1899; Зергель — друг и помощник Шульце-Делича); Е. Richter, «Sch. D., ein Lebensbild» (Бр., 1899).